# Tour du Marais
La tour bastionnée du Marais ou de Canot est une fortification de la ville de Besançon, conçue par Vauban au cours du XVIIe siècle.
La Tour du Marais, en tant qu'élément des remparts construits par Vauban, fait l’objet d’un classement au titre des monuments historiques depuis le 28 octobre 1942.

## Histoire
Cette imposante tour, semblable extérieurement à la tour de Chamars voisine, fut construite de 1687 à 1691 par l'ingénieur et architecte Sébastien Le Prestre de Vauban. Elle fut la première tour bastionnée construite par ce dernier, et possède deux étages de feux : le premier étant à ciel ouvert sur la partie supérieure, le second étant sur la partie inférieure pour protéger les canons. À noter que Vauban eut la présence d'esprit d'intégrer des briques dans l'édifice, pour que celles-ci ne blessent pas (ou peu) les soldats lorsqu'ils étaient touchés par un boulet. À l'origine la tour n'avait pas de toiture. Celle-ci fut ajoutée (comme pour les autres tours bastionnées) au XIXe siècle. Elle  fait partie des fortifications Vauban de Besançon inscrites sur la liste du patrimoine mondial de l'UNESCO depuis le 7 juillet 2008.